# Instituto de Estudos Brasileiros da Universidade de São Paulo
O Instituto de Estudos Brasileiros (IEB), é uma unidade especializada de pesquisa da Universidade de São Paulo (USP), fundado em 1962, por iniciativa do professor Sérgio Buarque de Holanda. Tem por objetivo a pesquisa e documentação sobre a história e cultura do Brasil.

## História
Fundado no ano de 1962, pelo historiador Sérgio Buarque de Holanda, o Instituto de Estudos Brasileiros (IEB) é um centro de pesquisas vinculado a Universidade de São Paulo (USP) que prioriza o estudo sobre a história e reflexões que tenham o Brasil como escopo principal. O centro tem caráter multidisciplinar, abrigando estudiosos de formação variada que desenvolvem pesquisas, organizam e exploram o acervo.
O Instituto tem um acervo expressivo de livros (inclusive raros), manuscritos, documentos e obras de arte, provenientes de doações e compras. Dentre as coleções podem-se destacar a Brasiliana do Professor Yan de Almeida Prado, que inicia o acervo, em 1962, e posteriormente de Mário de Andrade, Graciliano Ramos, Guimarães Rosa, Camargo Guarnieri, Caio Prado Jr, Fernando de Azevedo e outros.
O IEB publica livros e catálogos sobre artes plásticas, história, etnologia, estudos rurais, economia, literatura, urbanismo e educação. Também são publicadas as revistas Almanack braziliense e Revista do IEB. Está localizado no Cidade Universitária Armando de Salles Oliveira, na Zona oeste da cidade de  São Paulo. Nas suas instalações são realizados cursos de extensão, disciplinas de graduação e pós-graduação, seminários e exposições relacionadas a história e cultura do Brasil.

## Arquivo

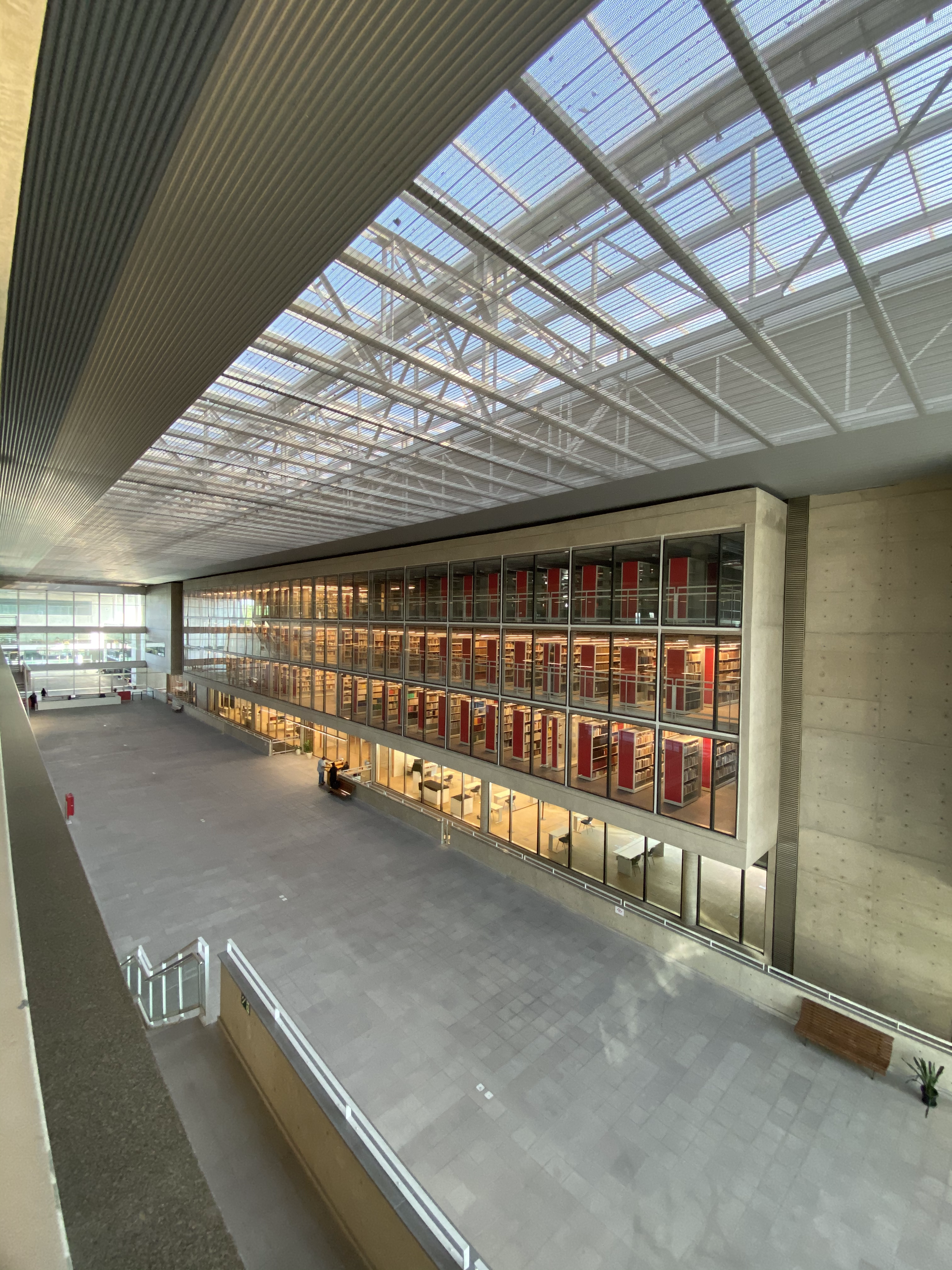
Espaço interno do Instituto de Estudos Brasileiros

A fundação do arquivo remonta ao ano de 1968, quando estava atrelada a Biblioteca do instituto. Com um crescimento de recebimento de arquivos pessoais, no ano de 1974, o arquivo teve que ganhar um espaço próprio dentro da unidade universitária. Entre os arquivos recebidos estão os de nomes como Anita Malfatti, Aracy Abreu Amaral, Caio Prado Jr., Camargo Guarnieri, Graciliano Ramos, João Guimarães Rosa, Mário de Andrade, Milton Santos, Manuel Correia de Andrade, dentre muitos outros intelectuais brasileiros.
Devido a importância dos materiais, alguns de seus arquivos são tombados pelo Instituto do Patrimônio Histórico e Artístico Nacional (IPHAN) e reconhecidos Memória do Mundo pela Organização das Nações Unidas para a Educação, a Ciência e a Cultura (UNESCO).
Para o instituto, arquivos e pesquisa são indissociáveis, sendo importante tanto a análise do pensamento ou dos processos criativos do titular da coleção, quanto das fontes por ele armazenadas.

## Biblioteca
A Biblioteca do IEB é uma das mais ricas em assuntos brasileiros, com 250 mil volumes, entre livros, separatas, teses, periódicos e partituras.

## Fundos e Coleções
Coleção Alberto Lamego
Coleção Monteiro Lobato
Fundo Antonio Candido
Fundo Aracy Abreu Amaral
Fundo Aracy de Carvalho Guimarães Rosa
Fundo Caio Prado Jr.
Fundo Ernani Silva Bruno
Fundo Fernando de Azevedo
Fundo Gilda de Mello e Souza
Fundo Mário de Andrade
Fundo Odette de Barros Mott
Fundo Raul de Andrade e Silva
Fundo Theon Spanudis
Fundo Waldisa Russio
Produção Intelectual de Roger Bastide
Fundo Emilie Chamie [documentação sendo organizada]

Fundo Mario Chamie [documentação sendo organizada]